# Zaini Ahmad
Zaini Ahmad (né le 21 juin 1935) est un politicien et écrivain brunéien. Il a notamment cofondé le Parti Rakyat Brunei. Opposant au régime et condamné à une peine à perpétuité par celui-ci, il est réfugié politique en Malaisie.